# FOSDEM

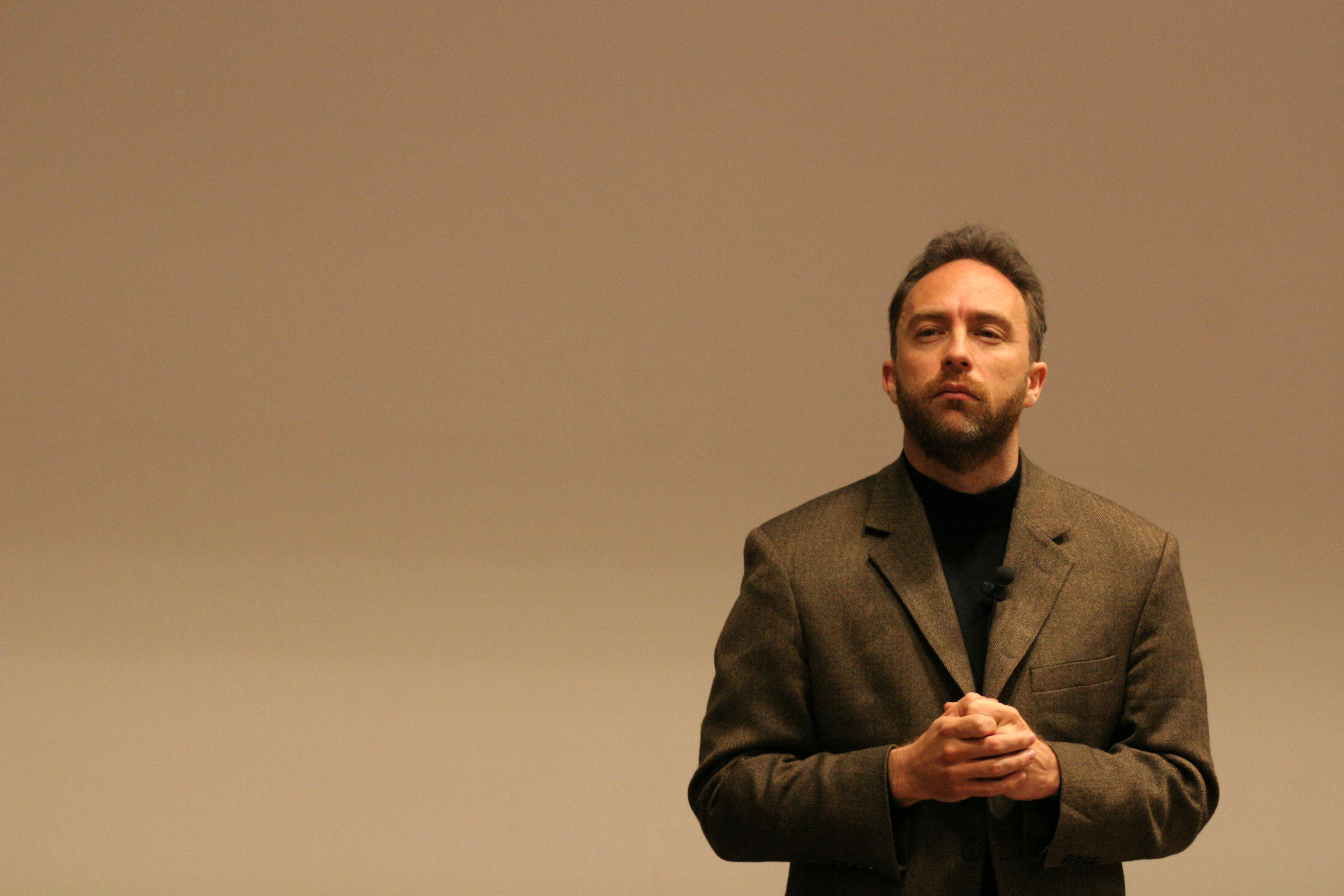
Jimmy Wales přednáší na FOSDEM 2005.

FOSDEM je největší konference o open source v Evropě, která se od roku 2001 pořádá každoročně v Bruselu. Za projektem FOSDEM stál Damien Sandras. 
Jedná se o dvoudenní konferenci plnou přednášek organizovaných dobrovolníky na Université Libre de Bruxelles vždy první víkend v únoru, která též slouží pro pravidelná setkání komunity svobodného software. Vstup na konferenci je volný, ale peněžní dary a sponzoři jsou vítání. V roce 2004 konferenci navštívilo přibližně 2500 lidí.